# رغل آسيا الوسطى
رغل آسيا الوسطى (الاسم العلمي: Atriplex centralasiatica) هو نوع نباتي يتبع جنس الرغل من فصيلة القطيفية.